# Declaración de Majuro
La Declaración de Majuro es una iniciativa del Foro de las Islas del Pacífico, que se firmó el 5 de septiembre de 2013 en Majuro en las Islas Marshall durante la 44.ª cumbre del Foro de las Islas del Pacífico. En la cumbre, los líderes de las naciones del Foro de las Islas del Pacífico reconocieron la necesidad de reforzar los sistemas nacionales de planificación, acceso, entrega, absorción y seguimiento del cambio climático y de que los países donantes sigan simplificando y armonizando sus procesos de evaluación, ejecución y presentación de informes para la financiación de proyectos dirigidos a la adaptación al cambio climático, la mitigación y la reducción de riesgos.
La intención de la Declaración de Majuro es poner de relieve el compromiso de los líderes de las naciones del Foro de las Islas del Pacífico con la reducción y eliminación gradual de la contaminación por gases de efecto invernadero en todo el mundo, con el deseo de los líderes de desencadenar una "nueva ola de liderazgo climático".

## Antecedentes
Tras las emergencias relacionadas con el clima que se produjeron en las Islas Marshall, Tony de Brum, ministro de Asuntos Exteriores, pidió a los países que convirtieran las crisis en una oportunidad para el liderazgo climático. Exigió un nuevo compromiso y liderazgo internacional para evitar que nuevas catástrofes climáticas azoten a su país y a otros países igualmente vulnerables.
La Declaración hacía referencia al abrumador consenso científico sobre el impacto de las emisiones de gases de efecto invernadero (GEI) en el cambio climático y se refería a las recientes mediciones de las concentraciones de gases de efecto invernadero:
"El 9 de mayo de 2013, las concentraciones atmosféricas medidas cerca de la cima del Mauna Loa en Hawái superaron las 400 partes por millón por primera vez desde que comenzaron las mediciones. Al cruzar este umbral histórico, el mundo entró en una nueva zona de peligro. A menos que cambiemos rápidamente de rumbo, se prevé que la temperatura media mundial aumente 4 °C o más por encima de los niveles preindustriales a finales de siglo, lo que provocará un impacto humano y medioambiental sin precedentes".

## Intención

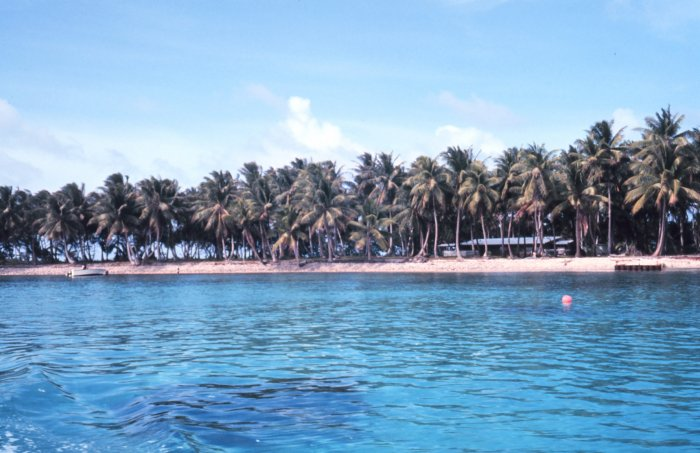
Costa de la laguna de Majuro

La intención de la Declaración de Majuro es desencadenar una "nueva ola de liderazgo climático" y poner de relieve el impacto del cambio climático en el Pacífico. Pacífico. El secretario general del Foro de las Islas del Pacífico, Tuiloma Neroni Slade, explicó lo que pretende conseguir la Declaración: "Se trata de una declaración de responsabilidad. Han prometido comprometerse como líderes climáticos y demostrar este liderazgo adjuntando en esta declaración lo que cada uno está haciendo como parte de su compromiso para mejorar las emisiones."
La Declaración de Majuro establece ambiciosos compromisos de los firmantes para reducir las emisiones y su deseo de cooperar con otros países, en particular con los socios del Diálogo Post-Foro,, así como cualquier "entidad económica, empresa, organización de la sociedad civil o individuo", para "demostrar su liderazgo climático mediante acciones que contribuyan a la reducción urgente y progresiva de la contaminación por gases de efecto invernadero".

## 20.ª Conferencia de las Naciones Unidas sobre el Cambio Climático - 2014
El Presidente de las Islas Marshall Christopher Loeak presentó la Declaración de Majuro al Secretario General de la ONU Ban Ki-moon Ban Ki-moon durante la semana de los líderes de la Asamblea General del 23 de septiembre de 2013. La Declaración de Majuro se describió como un "regalo del Pacífico" al Secretario General de la ONU con el fin de catalizar una acción climática más ambiciosa por parte de los líderes mundiales más allá de la lograda en la Conferencia de las Naciones Unidas sobre el Cambio Climático de 2009 (COP15) de diciembre de 2009. La Declaración pretendía movilizar la voluntad política de cara a la 20.ª COP (2014), con el fin de lograr para 2015 un acuerdo universal, ambicioso y jurídicamente vinculante sobre el cambio climático.
La Declaración señala que se prevé que la temperatura media mundial aumente en 4,0 °C (7,2 °F), lo que supone un desafío a los Acuerdos de Cancún que establecen que el calentamiento global futuro debe limitarse a menos de 2,0 °C (3,6 °F) en relación con el nivel preindustrial.
En la Declaración de Majuro se afirma que "las medidas que se adopten en virtud de ella tienen por objeto complementar, reforzar y aumentar los procesos en curso y los compromisos ya asumidos, incluidos los de la Convención Marco de las Naciones Unidas sobre el Cambio Climático y su Protocolo de Kioto".

## Apoyo
Entre los firmantes de apoyo a la Declaración se encuentran Estados Unidos, incluido el estado de Hawái.), la Unión Europea y el Reino Unido. Costa Rica, Francia, Indonesia, Corea, Malasia, México y Tailandia han anunciado que están "prestando su apoyo" a las islas del Pacífico, y que están trabajando para lograr un compromiso formal con la declaración.